# Amphinemura furcospinata
Amphinemura furcospinata is een steenvlieg uit de familie beeksteenvliegen (Nemouridae). De wetenschappelijke naam van de soort is voor het eerst geldig gepubliceerd in 1949 door Wu.